# Sonda II
O Sonda II foi o segundo foguete da família Sonda de foguetes de sondagem. Diferente do que possa parecer, ele não é uma evolução do Sonda I, tendo uma origem completamente diferente. Esse modelo, teve como base os conhecimentos adquiridos com os treinamentos sobre o foguete Black Brant IV Canadense, usado no projeto SAAP.

## Origens

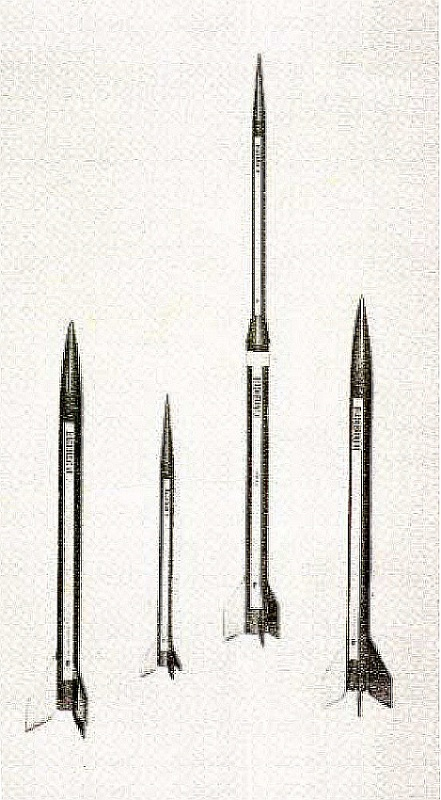
Foguetes Black Brant IV (centro), III (esquerda) e V (nos extremos).

Ao final de 1967, a NASA propôs à CNAE a implantação no CLFBI do projeto SAAP, que faria uso do foguete Black Brant IV (BBIV). A principal consequência desse projeto, mediante um treinamento iniciado a partir de maio de 1968, foi uma significativa transferência de tecnologia da empresa canadense BRISTOL AEROSPACE, para técnicos do CTA, da CNAE, da Marinha, e de indústrias associadas, indicados pelo GETEPE, além do seu próprio pessoal.
Esse treinamento, consistiu de:
- Exposição total do projeto, suas intenções, componentes do foguete, da carga útil e seus sensores, além da forma de processar os dados obtidos;
- Foi feito um estudo minucioso de um foguete atualizadíssimo, incluindo todo o processo de fabricação e materiais utilizados;
- Foi entregue uma documentação completa sobre: o veículo, carga útil e procedimentos, permitindo um total domínio dos processos de produção, montagem e lançamento.

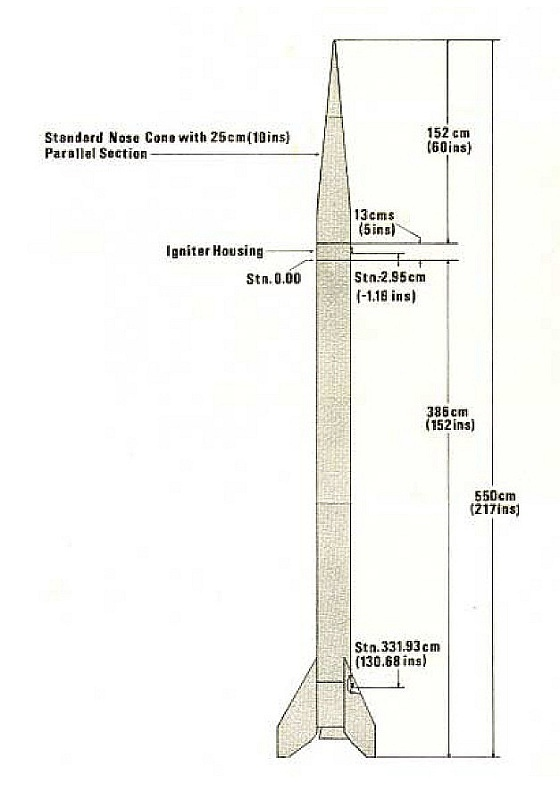
Esquema com as dimensões do foguete Black Brant III.

Isso foi um verdadeiro "banho de tecnologia", que permitiu à equipe do GETEPE/CTA, tomar contato direto com os meios para o planejamento e construção de veículos muito mais sofisticados. Foi a inspiração inicial para a série Sonda de foguetes.
Na verdade, o foguete DM-6501, passou a ser conhecido como Sonda I, nessa época.

## Desenvolvimento
Os foguetes Brasileiros, desenvolvidos pelo pessoal do GETEPE/CTA, depois do projeto SAAP, faziam parte de uma novíssima geração de foguetes. Em julho de 1969, foram lançados os dois primeiros foguetes do modelo Sonda II, sem muito sucesso. Mas o Sonda II, foi a materialização do primeiro foguete moderno completamente projetado e fabricado no Brasil, mesmo que bastante inspirado no foguete Sonda III.

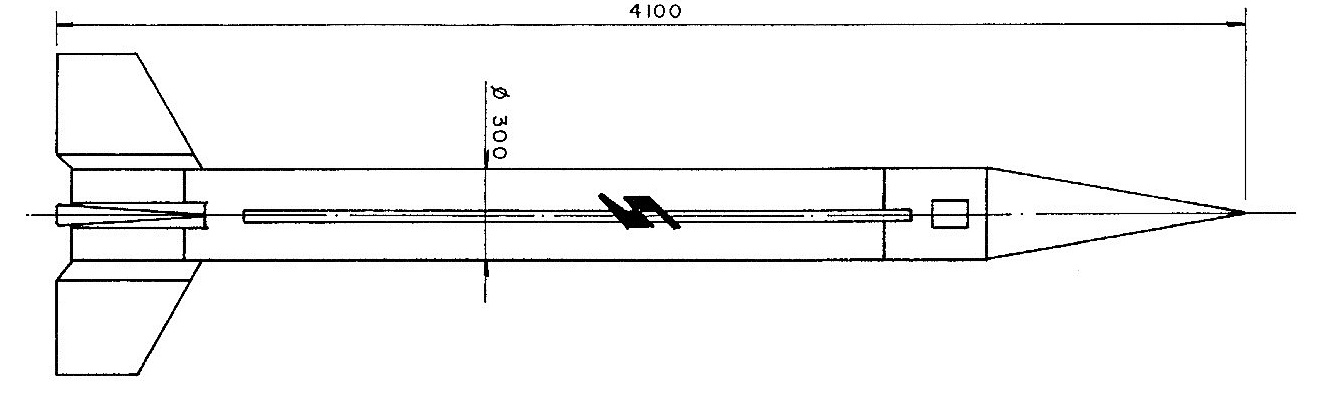
Diagrama com as dimensões de um foguete Sonda II.

## Legado

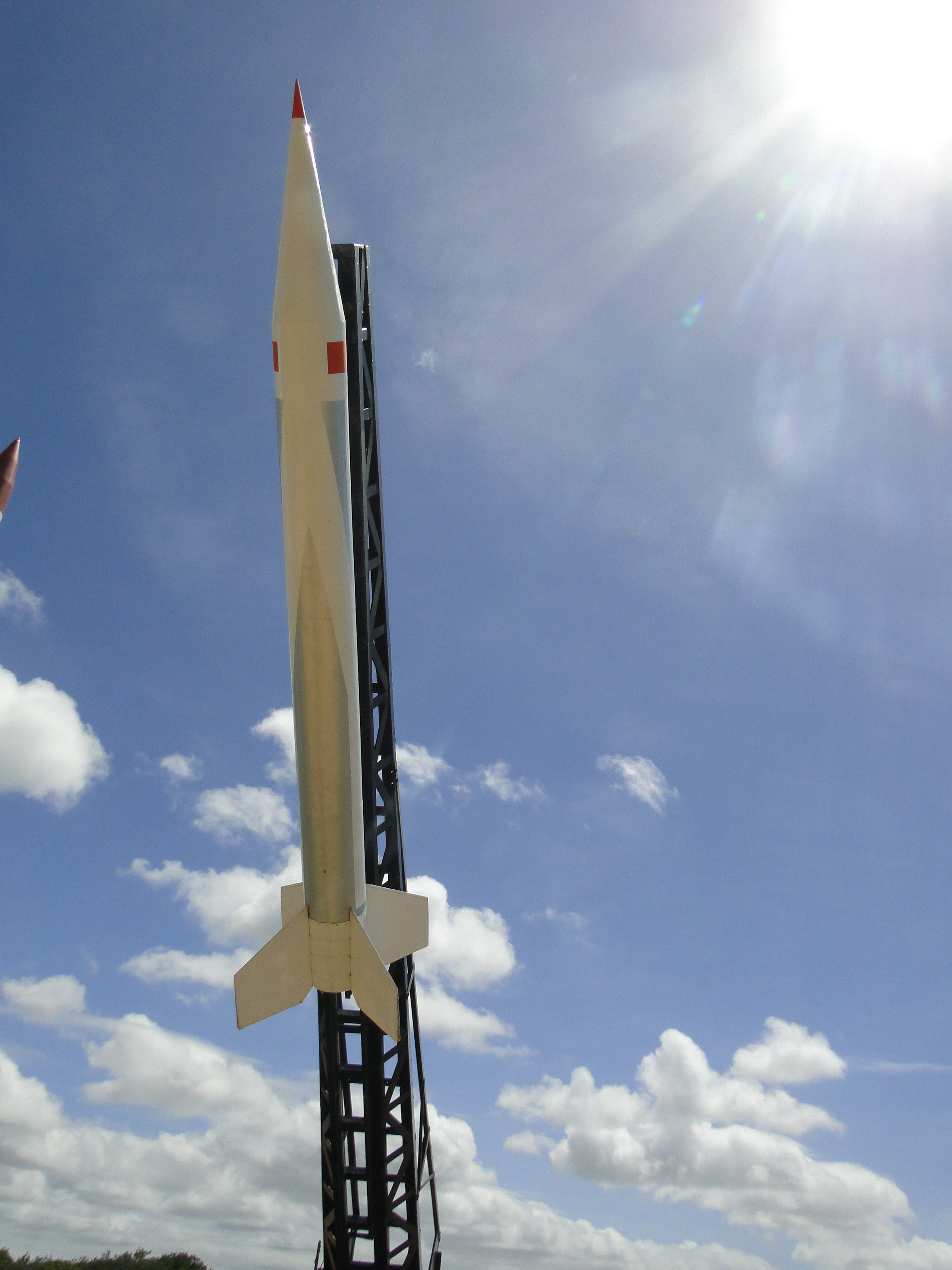
Uma réplica de um foguete Sonda II em exibição.

O Sonda II foi considerado o foguete-escola da moderna indústria de foguetes Brasileira. Os principais desenvolvimentos que caracterizaram esse primeiro patamar tecnológico foram:
- aços da classe cromo, níquel, molibdênio (laminados e forjados) de alta resistência (SAE 4130, 4140 e 4340);
- processos de tratamentos térmicos para estruturas de propulsores;
- sistemas de separação de estágios com parafusos explosivos;
- instrumentação básica embarcada: telemetria, telecomando;
- proteções térmicas rígidas; e
- propelente PBLH (Polibutadieno Hidroxilado).

Sobre o modelo inicial, foram desenvolvidas duas versões alongadas: os modelos SII-B e SII-C e uma outra mais curta: o modelo SII-S23.
Foi um foguete Sonda II que deu Início às Operações do CLA, em 21 de Fevereiro de 1990, na Operação Alcântara.
Assim como o Sonda II, os engenheiros do GETEPE/CTA continuaram a projetar outros modelos da série Sonda usando a mesma estratégia, ou seja, tendo como base a já bastante conhecida família de foguetes Black Brant. Desse veículo, se originaram mísseis produzidos pela Avibras, e mais tarde, o Foguete de Treinamento Intermediário (FTI).